# Windows NT 3.5
Windows NT 3.5 es la segunda versión del sistema operativo Microsoft Windows NT. Fue lanzado el 21 de septiembre de 1994.
Uno de los principales objetivos durante Windows NT 3.5 fue aumentar la velocidad del sistema operativo. Como resultado, al proyecto se le dio el nombre clave "Daytona", en referencia a la pista de carreras Daytona International Speedway, en Daytona Beach, Florida.

## Descripción
Esta es la primera de Windows NT a adoptar el nombre de Windows NT Workstation y Windows NT Server para sus ediciones. Las ediciones de la versión anterior de Windows NT, Windows NT 3.1, fueron nombrados Windows NT y Windows NT Advanced Server.
Entre las nuevas características de Windows NT 3.5 se incluye una nueva pantalla de inicio. La interfaz se ha actualizado para ser más compatible con la de Windows para trabajo en grupo 3.xx. También mejoró el soporte Object Linking and Embedding (OLE) de la versión 1.0 a la 2.0 y es más eficiente - el rendimiento es mayor y requiere menos memoria que Windows NT 3.1.
En julio de 1995, la Agencia Nacional de Seguridad de EE. UU. evaluó que Windows NT 3.5 con Service Pack 3 cumplía los criterios de TCSEC C2.
Windows NT 3.5 no se puede instalar en un procesador más reciente que los del Pentium Original (núcleo 5), aunque esto se corrigió en Windows NT 3.51. Sin embargo, es posible modificar los archivos en el CD de instalación para permitir la instalación.

## Filtrado
En 2020 se filtró el código fuente prácticamente completo del sistema operativo.

## Versiones
- Windows NT Server
- Windows NT Workstation